# Tamim ibn al-Muïzz
Abu-Yahyà (o Abu-t-Tàhir) Tamim ibn al-Muïzz as-Sanhají (àrab: تميم بن المعز, Tamīm ibn al-Muʿizz) fou emir zírida d'Ifríqiya, fill i successor de Xaraf-ad-Dawla al-Muïzz ibn Badis, a la seva mort el 1062. Va igualar al seu pare en duració del regnat, car va governar com ell 46 anys. Va destacar també com a poeta.
En vida del seu pare va tenir el govern de Mahdia, i el 1057 aquell s'hi va haver de refugiar pressionat pels Banu Hilal, abandonat la seva capital Kairuan.
L'economia zírida s'havia ensorrat amb la invasió dels àrabs nòmades que es van establir principalment al sud-est del país però que governaven altres territoris. A la mort del seu pare, Tamim només governava a la regió entre Sussa i Gabès i en aquesta darrera hi havia un poder independent. Tamim disposava d'una flota poderosa i feia incursions a territoris cristians i a naus de països cristians. Un bon nombre de xeics va demanar a l'emir hammàdida del Magreb central el nomenament d'un governador pels seus territoris que serien feudataris dels hammàdides. Al-Nasir va designar a Abd al-Hakk ibn Abd al-Aziz ibn Khurasan que fou el fundador de la dinastia khurasànida de Tunis. Vers el 1064 va enviar el seu fill Ayyub a Sicília i va combatre contra els normands, i el va enviar també contra algun dels emirs locals.
Amb el suport de nombroses tribus amazigues i dels àrabs hilàlides athbadj, l'hammàdida al-Nasir va envair Ifríqiya. Tamin ibn al-Muizz tenia el suport dels àrabs hilàlides riyàhides (Banu Riyah). La batalla decisiva es va lliurar a Sabiba, entre Kairuan i Tebessa i al-Nasir fou derrotat (1065). El Magreb central va quedar obert als hilàlides on els athbadj van esdevenir hegemònics, mentre els Banu Riyah van aconseguir l'hegemonia a Ifríqiya.
El 1067 la dinastia khurasànida de Tunis fou sotmesa per Tamim. L'hammàdida al-Nasir va obtenir el suport dels athbadj i va atacar Ifríqiya conquerint Laribus i Kairuan (1068), però després es va retirar retornant al Magreb central. El paper de l'emir hammàdida en la venda de la ciutat de Kairuan pels àrabs hilàlides zughba el 1077/1078 és fosc.
El 1078 es va signar la pau entre zírides i hammàdides i la filla de Tamim, Ballara, es va casar amb al-Nasir. La pau va durar tot el regnat de Tamim (mort el 1108) i va marcar un període de superioritat hammàdida sobre els zírides.
El 1087, en represàlia pels atacs de la fota de Tamim, una flota combinada de genovesos i pisans va atacar Mahdia, va ocupar la ciutat i el seu suburbi Zawila, i només es van retirar després de percebre un tribut de 100.000 dinars. El 1091 el darrer emirat de Sicília, Noto, a la punta sud-est, nominal feudatari zírida, va ser ocupat pels normands.
El 1096 el seu germà Úmar ibn al-Muïzz fou portat al poder a Gabès pels notables locals, però fou enderrocat a l'any següent pels Banu Jami.
Va morir el 1108. El va succeir el seu fill Yahya ibn Tamim.